# 23279 Chenhungjen
23279 Chenhungjen è un asteroide della fascia principale. Scoperto nel 2000, presenta un'orbita caratterizzata da un semiasse maggiore pari a 2,2699021 UA e da un'eccentricità di 0,1667064, inclinata di 4,03635° rispetto all'eclittica.